# Pierre François Charles Augereau
‎
Pierre François Charles Augereau, prvi vojvoda Castigliona, je bil vojak, general in maršal Francoskega cesarstva, 21. oktober 1757, Pariz, Francija,  † 12. junij 1816, La Houssaye, Francija.
Po službovanju v vojnah francoske revolucije je med vojno proti Španiji hitro napredoval in pod Napoleonom v Italiji postal komandant divizije. Z velikim uspehom se je bojeval v vseh Napoleonovih bitkah leta 1796. Leta 1814 je postal poveljnik vojske v Lyonu in bil obtožen, da se je pogajal z Avstrijci. Zatem je služil bourbonskemu kralju Ludviku XVIII. Po Napoleonovi vrnitvi z Elbe je prešel na Napoleonovo stran, vendar je bil zaradi dogodkov leta 1814 obtožen izdaje Francije. Po restavraciji Bourbonov mu je Ludvik XVIII. odvzel čin in pokojnino.
Umrl je leta 1816 in bil pokopan na pokopališču Père Lachaise v Parizu.